# しょこたん☆べすと--(°∀°)--!!
『しょこたん☆べすと--(°∀°)--!!』は、中川翔子のデビュー10周年記念盤となる1枚目のベストアルバム。2012年5月2日にSony Recordsから発売された。

## 概要
シングル15枚、カバーアルバム5枚、アルバム3枚（3CD盤のみ）から構成されている。
豪華盤（2CD+DVD+フォトアルバム）、DVD付限定盤（2CD+DVD）、3CD盤（2CD+特典CD）、通常盤（2CD）の四形態で発売された。DVDには2011年12月に中野サンプラザで開催された初の凱旋ライブ「Shoko☆Cover Fes．2011 in NAKAGAWA BROADWAY」のダイジェスト映像が収録されている。
特典CDには「DJ和」によるノンストップMIXが収録されている。
5月11日、しょこたん☆べすと――（°∀°）――!!リリース記念スペシャル@AmebaStudioが放送された。

### CDタイプ
全てディスクジャケットは異なる。
- 豪華盤（完全生産限定盤）･･･7000円（SRCL-7973〜75）
  - CD2枚組 + 特典DVD + フォトアルバム仕様
- 通常盤･･･6000円（SRCL-7976〜78）
  - CD2枚組 + 特典DVD
- 通常盤･･･5000円（SRCL-7979〜81）
  - CD2枚組 + 特典CD
- 通常盤･･･4000円（SRCL-7982〜83）
  - CD2枚組

## 収録曲

### ディスク1
中川のシングル曲で構成される。
1. 空色デイズ [4:10]
作詞：meg rock、作曲・編曲：齋藤真也
  - アニメ『天元突破グレンラガン』オープニングテーマ
2. 午前六時 [4:14]
作詞・作曲・編曲：ryo　
  - 『パフォー!』エンディングテーマ
  - 『飛び出せ!科学くん』エンディングテーマ
3. フライングヒューマノイド [4:53]
作詞・作曲・編曲：松隈ケンタ
  - アニメ『世紀末オカルト学院』オープニングテーマ
4. 桜色 [4:52]
作詞：meg rock、作曲：磯崎健史、編曲：川口圭太
  - ネスカフェ・エクセラCMソング
5. ホロスコープ [5:37]
作詞：meg rock・山本陽介、作曲・編曲：山本陽介
  - 『ウチくる!?』エンディングテーマ
6. Brilliant Dream [4:43]
作詞・作曲：sabohani、編曲：磯崎健史
  - 『吉宗』オープニングテーマソング
7. Shiny GATE [5:01]
作詞：Shihomi・渡辺和紀、作曲：渡辺和紀、編曲：nishi-ken
  - 『東京オンリーピック』テーマソング
  - 『スポーツうるぐす』テーマソング
8. つよがり [4:06]
作詞・作曲：しほり、編曲：太田雅友
  - アニメ『べるぜバブ』エンディングテーマ
9. ストロベリmelody [5:16]
作詞：渡邊亜希子・中川翔子、作曲・編曲：Shinnosuke (SOUL'd OUT)
  - 『ワナゴナ』エンディングテーマ
  - 『超V.I.P.』エンディングテーマ
10. 心のアンテナ [4:50]
作詞：松本隆、作曲：細野晴臣、編曲：島田昌典
  - 映画『劇場版ポケットモンスター ダイヤモンド&パール アルセウス 超克の時空へ』主題歌
11. 綺麗ア・ラ・モード [4:47]
作詞：松本隆、作曲：筒美京平、編曲：本間昭光
  - 『不二家LOOK ロイヤルモード』CMソング
12. snow tears [4:51]
作詞：中川翔子・1pack market、作曲：鈴木大輔、編曲：nishi-ken
  - アニメ『墓場鬼太郎』エンディングテーマ
13. 「ありがとうの笑顔」 [4:51]
作詞：中川翔子・青山紳一郎、作曲・編曲：多東康孝
  - 『飛び出せ!科学くん』エンディングテーマ
14. 涙の種、笑顔の花 [4:44]
作詞：meg rock、作曲：黒須克彦、編曲：nishi-ken　
  - 映画『劇場版 天元突破グレンラガン 螺巌篇』主題歌
15. 続く世界 [4:49]
作詞：meg rock、作曲：藤末樹、編曲：nishi-ken
  - 映画『劇場版 天元突破グレンラガン 紅蓮篇』主題歌
16. RAY OF LIGHT [4:25]
作詞：中川翔子、作曲：鈴木健太朗・木村篤史、編曲：島田昌典
  - アニメ『鋼の錬金術師 FULLMETAL ALCHEMIST』エンディングテーマ

### ディスク2
カバー曲14曲および新曲3曲を収録。
1. はんぶん不思議 [3:50]
2. 1/2 [4:56]
3. God knows... [4:51]
4. 恋心 [4:09]
5. 残酷な天使のテーゼ [4:00]
6. 魂のルフラン [5:11]
7. ETERNAL WIND〜ほほえみは光る風の中〜 [5:04]
8. ゆずれない願い [3:50]
9. 輪舞-revolution [4:31]
10. 星間飛行 [3:53]
11. Diamonds [5:01]
12. 蒼いフォトグラフ [3:53]
13. ロマンティックあげるよ [3:48]
14. 空色デイズ -北京語ver.- [4:10]
北京語訳詞：卓伸頴[3]
15. ホリゾント[3] [3:48]
作詞：岩里祐穂／作曲：fireworks／編曲：川口圭太
16. apple universe[3] [4:41]
作詞：meg rock／作曲・編曲：神前暁
17. soufflé secret[3] [4:33]
作詞：meg rock／作曲：YOFFY／編曲：大石憲一郎

### ディスク3
1. MEGA MIX [1:40]
2. Shiny GATE [1:43]
3. Brilliant Dream -shoko☆planet mix- [1:23]
4. rainbow forecast [1:31]
5. through the looking glass [1:32]
6. シャーベット色の時間 [1:33]
7. ストロベリmelody [1:38]
8. 君にメロロン [1:36]
9. 心のアンテナ [1:53]
10. みつばちのささやき [1:37]
11. ミルキィkiss [1:20]
12. CAT Life [0:33]
13. Jewelry heart [0:37]
14. せーので恋しちゃえ [1:30]
15. pretty please chocolate on top [1:24]
16. We can do it!! [1:21]
17. shortcake adventure [1:21]
18. マシュマロ [0:54]
19. 桜色 [1:39]
20. つよがり [1:34]
21. 午前六時 [1:18]
22. 星屑ロマンス [1:30]
23. snow tears [1:48]
24. 綺麗ア・ラ・モード [1:28]
25. 「ありがとうの笑顔」 [1:42]
26. ホロスコープ [2:21]
27. RAY OF LIGHT [1:40]
28. 涙の種、笑顔の花 [1:44]
29. Dangerous wild, you are! [1:18]
30. TYRANT too young [1:40]
31. 続く世界 [1:14]
32. happily ever after [1:06]
33. calling location [2:12]
34. フライングヒューマノイド [2:45]
35. 空色デイズ [4:10]

### DVD
☆OPENING
1. はんぶん不思議

☆カバーメドレー（M-2〜M-12）
1. Yeah!めっちゃホリディ
2. 赤道小町ドキッ
3. くちびるNETWORK
4. 約束
5. ペッパー警部
6. 春一番
7. プレイバック Part2
8. タッチ
9. ハレ晴レユカイ
10. 冒険でしょでしょ?
11. ロマンティックあげるよ
12. 白い花
13. 恋心
14. Don`t say“lazy”
15. HEART OF SWORD
16. One Night Carnival
17. Diamonds

☆オールシングルメドレー（M-19〜32）
1. Brilliant dream
2. ストロベリMelody
3. 空色デイズ
4. snow tears
5. Shiny GATE
6. 続く世界
7. 綺麗ア・ラ・モード
8. 涙の種、笑顔の花
9. 心のアンテナ
10. 「ありがとうの笑顔」
11. RAY OF LIGHT
12. フライングヒューマノイド
13. 桜色
14. つよがり
15. ホロスコープ

☆Ending